# Аябаева, Мария
Мария (Мариам Куденовна) Аябаева — советский хозяйственный и государственный деятель, Герой Социалистического Труда.

## Биография
Родилась в 1936 году на территории современной Талдыкорганской области. Член КПСС
В 1952—1991 — чабан, старший чабан совхоза «Архарлинский» Кербулакского района Талды-Курганской области Казахской ССР.
За увеличение производства высококачественной продукции животноводства, применение прогрессивных технологий и повышение производительности труда была в составе коллектива удостоена Государственной премии СССР за выдающиеся достижения в труде 1982 года.
Указом Президиума Верховного Совета СССР от 5 декабря 1985 года присвоено звание Героя Социалистического Труда с вручением ордена Ленина и золотой медали «Серп и Молот».
Жила в Казахстане.

## Награды и звания
- Герой Социалистического Труда (05.12.1985)
- Орден Ленина (16.12.1980, 05.12.1985)
- Орден Октябрьской Революции (10.03.1976)